# Nagy tisztogatás

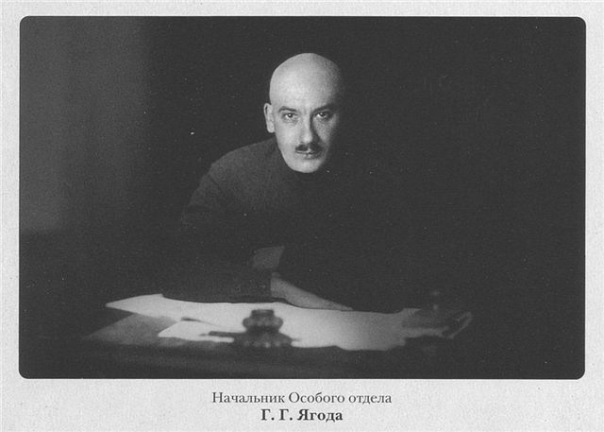
Genrih Grigorjevics Jagoda, a Szovjetunió belügyi népbiztosa 1934–1936 között

A nagy tisztogatás a Joszif Visszarionovics Sztálin által kezdeményezett, 1934 és 1940 között a Szovjetunióban végrehajtott politikai elnyomást jelöli. A kommunista párttagokon kívül kiterjedt állami hivatalnokokra, parasztokra, a Vörös Hadsereg vezetőire, továbbá magában foglalt még széles körű rendőri megfigyeléseket, bebörtönzéseket és önkényes kivégzéseket. Az orosz történetírás a legintenzívebb időszaknak az 1937–1938-as korszakot, az úgynevezett jezsovscsinát (oroszul: ежовщина) tartja, amely az NKVD korabeli vezetőjéről, Nyikolaj Ivanovics Jezsovról kapta nevét. A tisztogatás Sztálin uralmának konszolidálására, a kommunista párt nem megfelelő elemeitől való megtisztítására irányult. A közvélemény figyelme a kommunista párt vezetőin, illetve az állami hivatalnokokon és vezetőkön végrehajtott tisztogatásra terelődött, ám ezen kívül érintette még a társadalom más rétegeit is; az értelmiségieket, parasztokat, főleg a kuláknak kikiáltottakat. Az NKVD intézkedései kiterjedtek a nemzeti kisebbségekre is, amelyeket azzal vádoltak, hogy ötödik hadoszlop-közösségek. A tisztogatások egy része a hivatalos indoklás szerint kémektől és szabotőröktől való megszabadulást szolgálta.

## A tisztogatások mérlege
Nyikita Hruscsov 1956-os beszéde (A személyi kultuszról és következményeiről), és újabb kutatások szerint a vádak nagy része kínzásokkal kikényszerített vallomásokon, illetve a korabeli szovjet btk. 58. (ellenforradalmi bűntettekről szóló) cikkelyének laza alkalmazásán alapult. A jogszerű eljárás helyett az esetek nagy részében gyorsított eljárás alapján folytatták le a büntetőügyet.
Hrucsov az SZKP XX. kongresszusának zárt ülésén elmondott beszédében részletes adatokat is közölt. Ezek szerint az SZKP 1934-ben lezajlott XVII. kongresszusának 1956 küldötte közül 1108, a kongresszuson megválasztott Központi Bizottság 139 tagja és póttagja közül 98, azaz a KB-tagok 70 százaléka vesztette szabadságát, életét, becsületét a törvénytelenségek következtében.
Több százezer áldozatot különböző politikai bűntettekkel (kémkedés, szabotázs, szovjetellenes agitáció, összeesküvés) vádoltak, majd vagy főbe lőtték, vagy Gulágra küldték őket. Rengeteg ember halt meg büntetőtáborokban éhezések, járványok következtében.
A nagy tisztogatás még Genrih Grigorjevics Jagoda belügyi népbiztos hivatali ideje alatt kezdődött, s később Jezsov alatt csúcsosodott ki, 1936 szeptembere és 1938 augusztusa között. A tisztogatást az irányvonalnak megfelelően hajtották végre, s rendszeresen a Sztálin vezette PB direkt utasításaira.

## Magyar vonatkozások
A tisztogatások áldozata lett a szovjetunióbeli magyar kommunista emigráció nagy része is. Erről igen részletesen és érzékletesen számolt be Sik Endre egykori magyar külügyminiszter 1970-ben megjelent Vihar a levelet... című memoárkötetében.
Jellemző adat, hogy a KMP 1918. novemberi első, alapító Központi Bizottságának 16 tagja közül tízet a sztálini terror fosztott meg szabadságától, közülük nyolcat életétől is (Chlepkó Ede, Fiedler Rezső, Jancsik Ferenc, Kun Béla, Pór Ernő, Rabinovits József, Seidler Ernő, Vágó Béla). Ketten kerültek szabadlábra (Rudas László, Szántó Béla).
A Magyarországi Tanácsköztársaság Szovjetunióba került, ott élő és dolgozó 19 népbiztosa közül a nagy tisztogatás során Moszkvában tizennégyet tartóztattak le. Közülük tizenegyen elpusztultak a fogságban (Bajáki Ferenc, Bokányi Dezső, Fiedler Rezső, Haubrich József, Kelen József, Kun Béla, Lengyel Gyula, Pogány József, Szabados Sándor, Székely Béla, Vágó Béla). Hárman kiszabadultak: Lukács György kétszeri rövid, Szántó Béla hosszabb letartóztatás után; Hevesi Gyula még évekig volt lágerban. Mindössze ketten, az idős Nyisztor György, valamint Varga Jenő maradtak szabadlábon a volt népbiztosok közül.
A magyar kommunista emigráció egyszerű tagjainak sokaságát is hasonló csapások érték, az 1917–1919-es nemzedéket és jórészt a később kikerült fiatalabbakat is. Sokakat, akiket nem érintett az 1937 és 1939 közötti tisztogatás, a háború kitörése illetve Magyarország hadbalépése után internáltak távoli vidékekre, mint a Szovjetunióval hadban álló ország polgárait (gyakran volt állampolgárait, minthogy sokan közülük az oroszországi polgárháború katonájaként szovjet állampolgárok lettek).
A Politikatörténeti és Szakszervezeti Levéltár kutatócsoportjának számításai szerint az 1934-ben összesen 70 ezerre becsült létszámú szovjetunióbeli magyar emigráció tagjai közül a sztálini tisztogatások idején mintegy 900 főt végeztek ki, köztük a Tanácsköztársaság hét egykori népbiztosát, és több mint 1500-at táborokba zártak.

## Fordítás
- Ez a szócikk részben vagy egészben  a   Great Purge című angol Wikipédia-szócikk ezen változatának fordításán alapul.  Az eredeti cikk szerkesztőit annak laptörténete sorolja fel. Ez a jelzés csupán a megfogalmazás eredetét és a szerzői jogokat jelzi, nem szolgál a cikkben szereplő információk forrásmegjelöléseként.